# Д'яченко Олена Ігорівна
Олена Ігорівна Д'яченко (нар. 15 червня 2001, Київ) — українська гімнастка. Майстер спорту України. Призерка літньої універсіади, учасниця чемпіонатів світу та Європи. 

## Біографія
Студентка Національного університету фізичного виховання і спорту України.

## Спортивна кар'єра
Займатися художньою гімнастикою почала в м. Київ, Україна, в групі Катерини Андріївни Барановської. У збірній - з 2015 року. У 2017 році брала участь у чемпіонаті Європи, світу та Всесвітніх іграх. На початку 2018 року отримала травму, яка завадила відібратися у збірну на головні старти сезону. 

### 2019
Поєднувала виступи в особистій першості з груповими вправами.
- Універсіада. Неаполь. Командна першість [5]
- Універсіада. Неаполь. Вправа з 5 м'ячами
- Універсіада. Неаполь. Вправа з 3 обручами та 4 булавами [6]

## Державні нагороди
- Орден княгині Ольги III ст. (1 жовтня 2019) —За досягнення високих спортивних результатів на XXX Всесвітній літній Універсіаді у м.Неаполі (Італійська Республіка), виявлені самовідданість та волю до перемоги, піднесення міжнародного авторитету України [7]